# کارهای کثیف (فیلم ۲۰۰۲)
کارهای کثیف (به انگلیسی: Dirty Deeds) فیلمی محصول سال ۲۰۰۲ و به کارگردانی دیوید کیسر است. در این فیلم بازیگرانی همچون برایان براون، تونی کولت، جان گودمن، سم نیل و سم ورثینگتون ایفای نقش کرده‌اند.